# Drymobius rhombifer
Drymobius rhombifer är en ormart som beskrevs av Günther 1860. Drymobius rhombifer ingår i släktet Drymobius och familjen snokar. Inga underarter finns listade i Catalogue of Life.
Arten förekommer i Central- och Sydamerika från Nicaragua till västra Ecuador och öster om Anderna till norra Brasilien samt norra Bolivia. Den lever i låglandet och i bergstrakter upp till 1200 meter över havet. Habitatet utgörs av regnskogar och andra fuktiga skogar. Drymobius rhombifer jagar främst ödlor. Honor lägger ägg.
I begränsade regioner hotas beståndet av skogens omvandling till odlingsmark. Hela populationen anses vara stabil. IUCN kategoriserar arten globalt som livskraftig.